# Салын-Тугтун
Салы́н-Тугту́н (калм. Салын Тугтн) — посёлок (сельского типа) в Сарпинском районе Калмыкии, административный центр Салынтугтунского сельского муниципального образования. Посёлок расположен в 62 км к юго-западу от районного центра села Садовое.
Население — 520 человек (2012).

## История
Дата основания не установлена. Первоначально назывался Бага-Заргакин. 28 декабря 1943 года калмыки, проживавшие в посёлке, были депортированы. Бага-Заргакин, как и другие населённые пункты Сарпинского района Калмыцкой АССР, на основании Указа Президиума Верховного Совета РСФСР от 27 декабря 1943 года «О ликвидации Калмыцкой АССР и образовании Астраханской области в составе РСФСР» был передан Сталинградской области. На карте Сталинградской области 1945 года он обозначен как Верхний Сальск. 13 мая 1949 года на основании Указа Президиума Верховного Совета РСФСР от 21 июня 1949 года решением исполнительного комитета Сталинградского областного Совета депутатов трудящихся № 25/1106 из административного подчинения Вершино-Сальского сельсовета был выделен поселок центральной усадьбы овцеводческого совхоза «Сарпинский» и образован Сарпинский поселковый совет.
На карте Сталинградской области 1956 года посёлок обозначен уже как Сарпинский. Под этим же названием он обозначен на карте 1958 года. На карте 1985 года посёлок обозначен под названием Верхний Сал. Название Салын-Тугтун присвоено в 1990-х.

## Физико-географическая характеристика
Посёлок расположен в пределах Ергенинской возвышенности, являющейся частью Восточно-Европейской равнины на реке Кара-Сал, чуть ниже устья реки Сухой Сал. Средняя высота над уровнем моря — 72 м. Большая часть посёлка расположена на левом берегу реки.
По автомобильной дороге расстояние до столицы Калмыкии города Элиста составляет 230 км, до районного центра села Садовое — 62 км, до ближайшего города Котельниково Волгоградской области — 62 км. Ближайший населённый пункт посёлок Ик Заргакин расположен в 2 км к востоку от Салын-Тугтуна.
Климат
Согласно классификации климатов Кёппена для посёлка характерен влажный континентальный климат с жарким летом и относительно холодной зимой (индекс Dfa). Среднегодовая температура воздуха положительная и составляет + 8,9 °C, средняя температура самого холодного месяца января - 6,1 °C, самого жаркого месяца июля + 24,3 °C. Расчётная многолетняя норма осадков 355 мм, наименьшее количество осадков выпадает в феврале-марте (по 23 мм), наибольшее в июне (40 мм).
Часовой пояс
Салын-Тугтун, как и вся Республика Калмыкия, находится в часовой зоне МСК (московское время). Смещение применяемого времени относительно UTC составляет +3:00.

## Население
| 2002 | 2010 | 2012 |
| ---- | ---- | ---- |
| 679  | ↘594 | ↘520 |

Национальный состав
Согласно результатам переписи 2002 года большинство населения посёлка составляли калмыки (64 %)

## Социальная инфраструктура
В посёлке имеются магазины, дом культуры, библиотека. Среднее образование жители посёлка получают в Сарпинской средней общеобразовательной школе имени Э. Деликова.

## Известные жители и уроженцы
- Герой Советского Союза Эрдни Деликов
- Герой Советского Союза Бадмаев Эренцен Лиджиевич

## Достопримечательности
- Памятник Герою Советского Союза Эрдни Деликову
- Субурган, возведённый в начале 1990-х на месте разрушенного хурула[16].
- Мемориальный комплекс, построенный в 2012 году